# Walter Pandiani
Walter Pandiani (ur. 27 kwietnia 1976 w Montevideo) – urugwajski piłkarz występujący na pozycji napastnika, były reprezentant Urugwaju.

## Kariera
Walter Pandiani zaczynał karierę w Progreso Montevideo w sezonie 1996–1997. Już po roku 21-latek przeniósł się do Club Atlético Basáñez, gdzie nie rozegrał ani jednego meczu, co jednak nie przeszkodziło działaczom Penarolu Montevideo, czołowego klubu z Urugwaju, kupić go do swojej drużyny. Po 2 bardzo udanych sezonach, w których Pandiani rozegrał 71 meczów i strzelił 29 goli, a także został mistrzem kraju w 1999 roku, Walter wyjechał aż do Hiszpanii, do Deportivo La Coruna. W La Coruni Urugwajczyk radził sobie całkiem dobrze - zdobył Copa del Rey i Superpuchar Hiszpanii w roku 2002. W klubie rządzonym wówczas przez Javiera Iruretę Pandiani grał 5 lat, z tym że sezon 2002–2003 spędził na wypożyczeniu w RCD Mallorca, gdzie również nie zawodził, a przy okazji zdobył swój 2 w karierze Puchar Hiszpanii. Sezon 2005–2006 spędził w Anglii, a dokładnie w przeciętnym Birmingham City. Premiership nie okazała się najlepszą ligą dla 31-letniego napastnika - w 31 meczach strzelił zaledwie 6 goli, więc już po roku bez żalu zmienił Birmingham na Espanyol Barcelona. W lidze nie czaruje tak mocno, jak kiedyś, ale i tak nie przeszkodziło mu to w zdobyciu hat tricka w meczu z Realem Madryt. Niestety, Espanyol przegrał to spotkanie 3-4. Najlepiej Walter radził sobie w niedawno co skończonym Pucharze UEFA – wraz z kolegami dotarł do finału, gdzie jednak Espanyol przegrał w rzutach karnych z Sevillą FC, lecz Urugwajczykowi został na pocieszenie fakt, że z 11 bramkami został królem strzelców tej edycji Pucharu Przegranych. Wcześniej zdobył jeszcze 3 już w karierze Copa del Rey. Od sezonu 2007/08 do 2011 roku był piłkarzem CA Osasuna Pampeluny. W sezonie 2011/2012 grał w RCD Espanyol, a w sezonie 2012/2013 w Villarrealu. Następnie występował w Atlético Baleares i Miramar Misiones. W 2015 roku przeszedł do Lausanne Sports.

## Statystyki
| Sezon     | Klub                 | Kraj       | Flaga      | Rozgrywki                 | Mecze | Bramki |
| --------- | -------------------- | ---------- | ---------- | ------------------------- | ----- | ------ |
| 1996      | Progreso             | Urugwaj    | Urugwaj    | Primera División Uruguaya | ?     | ?      |
| 1997      | Basáñez              | Urugwaj    | Urugwaj    | Primera División Uruguaya | 0     | 0      |
| 1998      | Penarol              | Urugwaj    | Urugwaj    | Primera División Uruguaya | 21    | 3      |
| 1999      | Penarol              | Urugwaj    | Urugwaj    | Primera División Uruguaya | 35    | 17     |
| 2000      | Penarol              | Urugwaj    | Urugwaj    | Primera División Uruguaya | 15    | 9      |
| 2000/2001 | Deportivo La Coruña  | Hiszpania  | Hiszpania  | Primera División          | 25    | 7      |
| 2001/2002 | Deportivo La Coruña  | Hiszpania  | Hiszpania  | Primera División          | 18    | 5      |
| 2002/2003 | RCD Mallorca         | Hiszpania  | Hiszpania  | Primera División          | 33    | 14     |
| 2003/2004 | Deportivo La Coruña  | Hiszpania  | Hiszpania  | Primera División          | 28    | 14     |
| 2004/2005 | Deportivo La Coruña  | Hiszpania  | Hiszpania  | Primera División          | 15    | 6      |
| 2005      | Birmingham           | Anglia     | Anglia     | Premiership               | 14    | 4      |
| 2005/2006 | Birmingham           | Anglia     | Anglia     | Premiership               | 17    | 2      |
| 2006/2007 | RCD Espanyol         | Hiszpania  | Hiszpania  | Primera División          | 33    | 7      |
| 2007/08   | CA Osasuna           | Hiszpania  | Hiszpania  | Primera División          | 18    | 2      |
| 2008/09   | CA Osasuna           | Hiszpania  | Hiszpania  | Primera División          | 24    | 11     |
| 2009/10   | CA Osasuna           | Hiszpania  | Hiszpania  | Primera División          | 29    | 11     |
| 2010/11   | CA Osasuna           | Hiszpania  | Hiszpania  | Primera División          | 21    | 3      |
| 2011/12   | RCD Espanyol         | Hiszpania  | Hiszpania  | Primera División          | 16    | 3      |
| 2012/13   | Villarreal CF        | Hiszpania  | Hiszpania  | Segunda División          | 17    | 2      |
| 2012/13   | CD Atlético Baleares | Hiszpania  | Hiszpania  | Segunda División B        | 9     | 1      |
| 2013/14   | Miramar Misiones     | Urugwaj    | Urugwaj    | Primera División          | 19    | 5      |
| 2015/16   | Lausanne Sports      | Szwajcaria | Szwajcaria | Challenge League          |       |        |